# Погорелка (Вологодский район)
Погорелка — деревня в Вологодском районе Вологодской области на реке Лихтош.
Входит в состав Подлесного сельского поселения, с точки зрения административно-территориального деления — в Подлесный сельсовет.
Расстояние по автодороге до районного центра Вологды — 29 км, до центра муниципального образования Огарково — 13 км. Ближайшие населённые пункты — Елгино, Чекменево, Мельниково, Пищалино, Винниково, Дуравино.
По переписи 2002 года население — 4 человека.